# Tupinambaranas
Os tupinambaranas ou tupinambaras foram um grupo indígena brasileiro composto por tupinambás que, no século 18, migraram do litoral para a região da foz do rio Madeira.

## Etimologia
O termo "tupinambarana" procede do tupi antigo tupinambarana, que significa "falsos tupinambás" (tupinambá, "tupinambá" + ran, "falso", + a, sufixo).